# Cirsochilus
Cirsochilus is een geslacht van weekdieren uit de klasse van de Gastropoda (slakken).

## Soorten
- Cirsochilus priscus (Powell, 1935) †
- Cirsochilus tricarinatus (Laws, 1939) †
- Cirsochilus tricincta (P. Marshall, 1919) †